# Karstorpagölen (Oskars socken, Småland)
Karstorpagölen är en sjö i Nybro kommun i Småland och ingår i Hagbyåns huvudavrinningsområde.